# Semjon Arijewitsch Kosberg

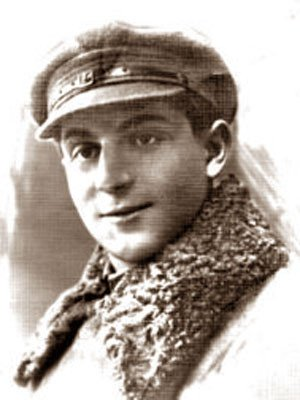
Semjon Arijewitsch Kosberg

Semjon Arijewitsch Kosberg (russisch Семён Ариевич Косберг, * 14. Oktoberjul. / 27. Oktober 1903greg. in Sluzk; † 3. Januar 1965 in Woronesch) war ein sowjetischer Flugzeug- und Raketeningenieur.

## Leben
Semjon Arijewitsch Kosberg wurde am 14. Oktober 1903 als Sohn eines Schmieds in der damals zum russischen Kaiserreich gehörenden Stadt Sluzk nahe Minsk geboren. Nach einer kaufmännischen Ausbildung arbeitete er zunächst in der Schmiede seines Vaters, diente 1925 und 1926 in der Roten Armee und arbeitete anschließend als Schlosser in einer Fabrik. Von 1927 bis 1929 absolvierte er ein Studium für Flugzeugbau an der polytechnischen Universität in Leningrad und dann am Staatlichen Moskauer Luftfahrtinstitut, das er 1930 abschloss.
1931 kam er als Ingenieur zum Zentralinstitut für Flugmotoren nach Moskau, wo er an Effizienzsteigerungen von Flugzeugmotoren arbeitete und zum Chef der Forschungsabteilung aufstieg. Während des Zweiten Weltkriegs wurden die Anlagen nach Berdsk in der Oblast Nowosibirsk ausgelagert. Die dort von Kosberg entwickelten Motoren wurden bei den Jagdflugzeugen La-5 und La-7, unter der Leitung von Semjon Alexejewitsch Lawotschkin, und bei den Bombern Tu-2 und Tu-2D, unter der Leitung von Andrei Nikolajewitsch Tupolew, verwendet und auch nach dem Krieg in den Passagiermaschinen Iljuschin Il-12 und Il-14.
Nach dem Krieg, im Jahr 1946, wurde das Sonderkonstruktionsbüro unter der Leitung von Kosberg nach Woronesch verlegt und erhielt die Bezeichnung Konstruktionsbüro OKB-154. Dort begannen seine Arbeiten an Flüssigtreibstoffraketen. Ab 1958 begann die Zusammenarbeit mit Alexander Dmitrijewitsch Konopatow und Sergei Pawlowitsch Koroljow. Daraus entwickelte sich der Antrieb der Wostok-Rakete, mit der die erste bemannte Raumfahrt gelang.
Es wurden Raketentriebwerke konstruiert, mit denen erstmals die zweite kosmische Geschwindigkeit für Flüge zum Mond erreicht werden konnte. Weitere Meilensteine waren Triebwerke für die dritte Stufe der Trägerraketen Woschod und Sojus. Auf dieser Basis entstanden das Triebwerk RD-0210 und weitere Versionen, deren Erprobung aber bereits ohne Kosberg stattfand.
Semjon Arijewitsch Kosberg erlitt einen Autounfall und erlag wenige Tage später, am 3. Januar 1965, seinen schweren Verletzungen. Er wurde auf dem Nowodewitschi-Friedhof in Moskau beerdigt.

## Ehrungen
- Im Jahre 1945 wurde Kosberg mit dem Orden des Vaterländischen Krieges 1. Klasse ausgezeichnet.[2]
- Kosberg erhielt am 18. Dezember 1957 das Ehrenzeichen der Sowjetunion für seine Mitwirkung am ersten künstlichen Erdsatelliten Sputnik 1.[2]
- Im Jahre 1959 wurde S. A. Kosberg für seine Leistungen in der Raketenentwicklung zum Doktor der Technischen Wissenschaften promoviert.[2]
- Am 21. April 1960 erhielt Kosberg für seine Beiträge zum Antrieb von Interkontinentalraketen den Leninpreis.[2]
- Am 17. Juni 1961 wurde Kosberg für seine Verdienste um die sowjetische Raketentechnik der Titel Held der sozialistischen Arbeit und der Leninorden verliehen.[2]
- Im Jahre 1976 benannte die Internationale Astronomische Union den Mondkrater Kosberg offiziell nach Semjon Arijewitsch Kosberg.[5]
- 1999 wurde auf dem Gelände des Konstruktionsbüros für chemische Automatik (Конструкторское бюро химавтоматики), dem ehemaligen OKB-154, eine Bronzetafel zu Ehren von Semjon Arijewitsch Kosberg aufgestellt.[4]